# San Antonio (Chile)
San Antonio ist eine Stadt in der Mitte Chiles, in der Región de Valparaíso, mit 91.350 Einwohnern (Stand: 2017).

## Geografie
Die Hafenstadt liegt etwa 50 km (Luftlinie) südlich von Valparaíso direkt am Pazifischen Ozean. In der Nähe mündet auch der Río Maipo in den Pazifik.
San Antonio wurde immer wieder von Erdbeben erschüttert. Die Stadt lag z. B. am 16. August 1906 im Bereich des verheerenden Erdbebens von Valparaíso.
Klima
Das maritime Klima ist mit etwa 14 °C im Jahresdurchschnitt mild.

## Geschichte
1810 während des chilenischen Unabhängigkeitskampfes wurde San Antonio zum Puerto Mayor (wichtigen Hafen) erklärt. 1853 entschied man sich, den Hafen weiter auszubauen, da der Hafen Valparaíso von den Spaniern blockiert wurde. Nachdem Valparaíso am 31. März 1866 von der spanischen Flotte stark zerstört wurde, wurde die Rolle von San Antonio immer wichtiger.
1911 erhielt die Stadt eine Eisenbahnanbindung nach Santiago de Chile. Von 1910 bis 1917 wurde der Hafen vom Franzosen Augusto Galtier zum großen Exporthafen ausgebaut.

## Wirtschaft
San Antonio ist ein sehr wichtiger Hafen für Chile. Über den Hafen werden große Mengen Kupfer und Schwefelsäure aus der Mine El Teniente verschifft. Der Hafen besteht aus vier großen Terminals.
Die Stadt ist über exzellente Straßen und Eisenbahnverbindungen mit dem Inland verbunden.
San Antonio ist auch für die argentinische Großstadt Mendoza ein wichtiger Umschlaghafen.

## Sehenswürdigkeiten
- der Hafen: Hauptattraktion ist sicherlich der große Hafenbereich der Stadt. Die Grúa 82 ist ein historischer dampfbetriebener Großkran im Hafen, der zwischen 1910 und 1915 von Franzosen aufgebaut wurde. Er ist heute ein nationales Monument.

- Auf der Mole befinden sich viele kleine Kunsthandwerksbuden, die ihre Produkte anbieten. Davon sind besonders die Schwertfischschwert-Schnitzereien zu erwähnen.

- Am Fischmarkt liegen viele Seelöwen, die auf einen Fischkopf von Besuchern warten. Für einen kleinen Betrag bekommt man eine Tüte davon.

- Museo Municipal de Historia Natural: Das Naturkunde-Museum 'Museo Municipal de Historia Natural' zeigt die Flora und Meeres-Fauna der Umgebung.
- Strand: zwischen San Antonio und Llolleo liegt ein ca. 4 km langer Strand

## Bildgalerie

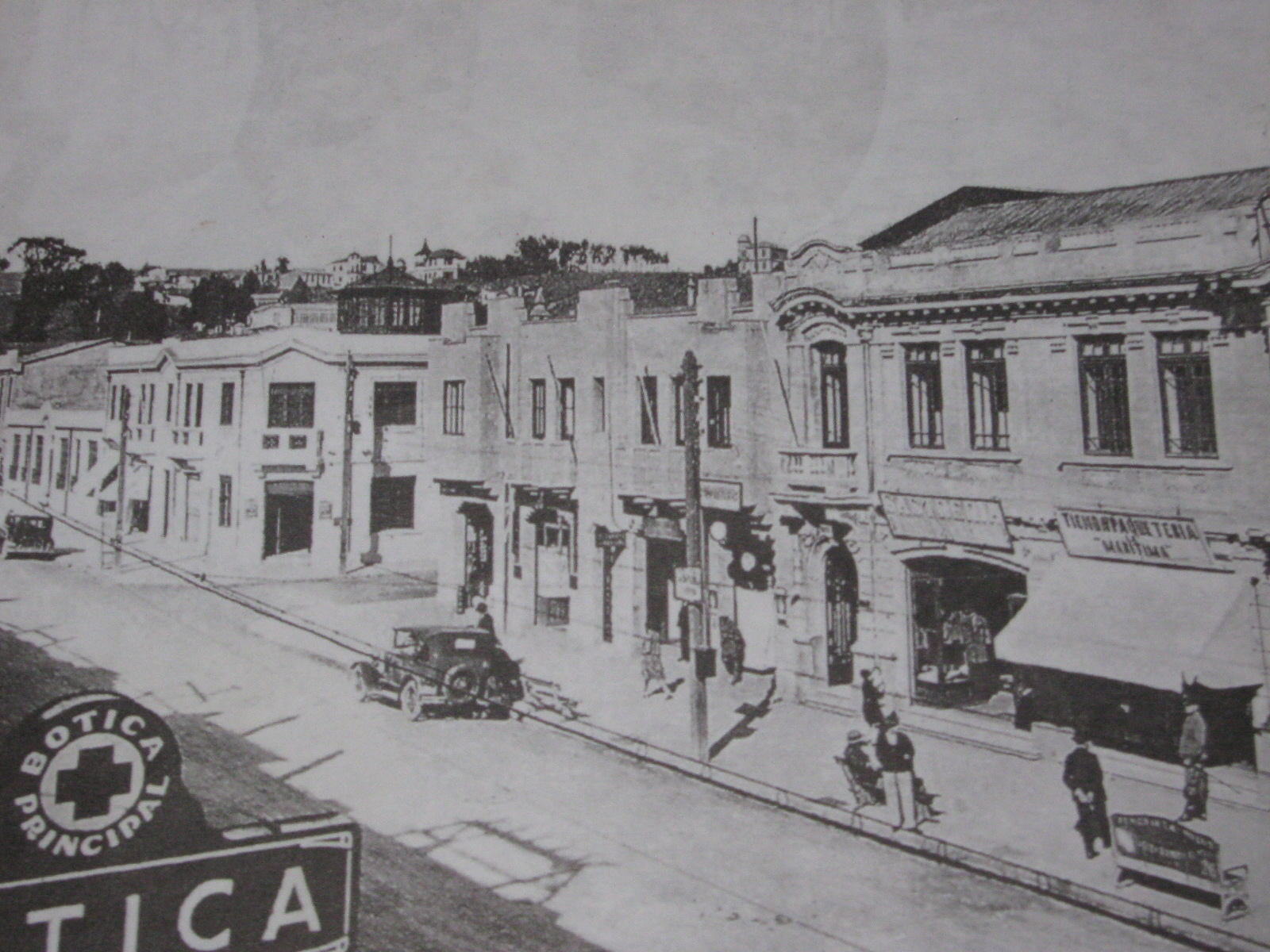
Historisches Straßenbild
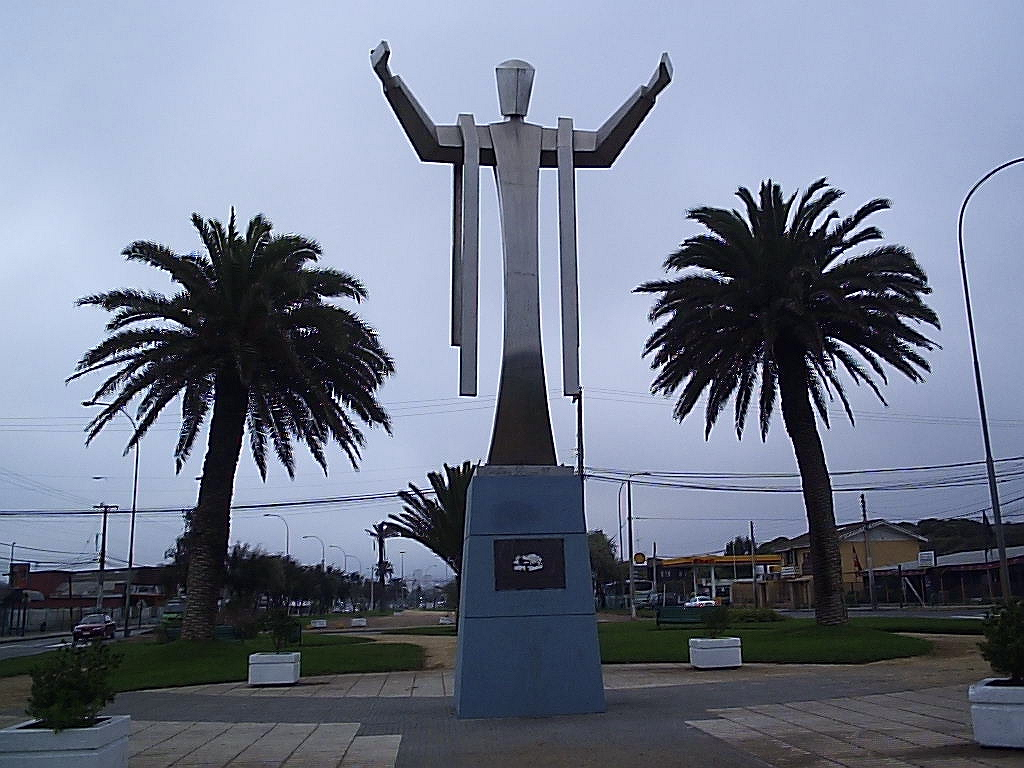
Denkmal des hl. Antonius von Padua

## Persönlichkeiten
- Rogelio Salcedo (1925–1955), Radrennfahrer
- Jaime Salinas (* 1937), Fußballspieler
- Fernando Osorio (* 1946), Fußballspieler
- César Vaccia (* 1952), Fußballspieler und -trainer
- Emiliano Astorga (* 1960), Fußballspieler und -trainer
- Jaime González (* 1977), Fußballspieler
- Humberto Suazo (* 1981), Fußballspieler
- José Luis Cabión (* 1983), Fußballspieler
- David Reyes (* 1985), Fußballspieler